# 盛可以
盛可以（1973年7月4日—），湖南益陽人，中國當代作家。1994年起定居深圳，2002年起發表小說作品。作品被翻译成英、法、意、日、韩、西班牙、波蘭语等在海外发行出版。2012年长篇小说《Northern Girls》入围英仕曼亚洲文学奖。
盛可以，1973年7月4日出生于湖南益阳兰溪镇。1990年代初期从湖南省移居深圳。2010年进北京。中国人民大学文学硕士。曾在证券公司、文化艺术馆、文学杂志社担任记者、编辑等多种职业。2002年正式开始小说创作。著有十部长篇小说以及多部中短篇小说集，并多次为《纽约时报》撰写文章。
盛可以的作品描绘了中国穷人的真实生活、妇女的生存以及围绕人类精神的情况，以暴力、热情和实验性的语言书写。她的作品受到中国作家莫言、闫连科和余华的好评。多次在《纽约时报》、《卫报》，《纽约书评》、《华尔街日报》、《洛杉矶书评》等国际刊物上接受评论和采访。曾获华语文学传媒大奖新人奖、人民文学奖、未来TOP20佳小说家奖等多项奖项。其作品已被翻译成英语、法语、意大利语、西班牙语、德语、瑞典语、俄语、捷克语、波兰语、日语和韩语等十五种语言在海外出版。
其代表作包括小说《北妹》、《死亡赋格》、《野蛮生长》、《锦灰》、《子宫》以及《福地》等。企鹅出版社 2012 年以英文出版的《北妹》入围了英仕曼亚洲文学奖的长名单。 据《纽约时报》报道，《死亡赋格》是一则政治寓言，“让人想起奥尔德斯·赫胥黎的美丽新世界”，“传统上包括乔治·奥威尔、奥尔德斯·赫胥黎、菲利普·K·迪克、玛格丽特·阿特伍德和其他对人类愚蠢行为的敏锐批评者，”据《华盛顿邮报》报道。
盛可以最近的三部小说《子宫》、《锦灰》和《女佣手记》，被称为“女性命运三部曲”，也有人将《死亡赋格》、《锦灰》以及《福地》称作“乌托邦三部曲”。《锦灰》由台湾联经出版出版，因具有强烈的讽刺性寓言色彩，在中国大陆仍然不可出版。

## 主要著作
长篇小说
- 《水乳》，春风文艺出版社（2003年）
- 《北妹》，长江文艺出版社（2004年）
- 《道德頌》，上海文艺出版社（2007年）、台湾宝瓶出版公司（2008年）
- 《死亡賦格》，台湾印刻、香港天地图书（2012年）
- 《野蠻生長》，北京十月文艺出版社（2015年）
- 《錦灰》，台湾联经出版社（2018年）
- 《息壤》（台湾版《子宫》），人民文学出版社、台湾九歌出版社（2019年）
- 《女佣手记》，北京十月文艺出版社（2020年）

中短篇小说集
- 《取暖运动》，春风文艺出版社（2006年）
- 《可以書》，吉林出版集团有限责任公司（2011年）
- 《留一个房间给你用》，北京燕山出版社（2011年）
- 《春天怎么还不来》，译林出版社（2014年）
- 《福地》，四川文艺出版社（2016年）
- 《私人岛屿》，湖南文艺出版社（2018年）
- 《手术》，长江文艺出版社（2018年）
- 《怀乡书》，北京大学出版社（2018年）
- 《沉重的肉身》，人民文学出版社（2021年）